# Robert Wandor
Robert Wandor (ur. 4 sierpnia 1987) – polski judoka.
Były zawodnik klubów: KS Gwardia Bielsko-Biała (2002-2006) i Klub Judo AZS Opole (2007-2010). Brązowy medalista mistrzostw Polski seniorów 2006 w kategorii do 60 kg. Ponadto m.in. dwukrotny młodzieżowy mistrz Polski (2008, 2009) oraz mistrz Polski juniorów 2006. Żołnierz 10 Opolskiej Brygady Logistycznej w stopniu szeregowego.